# فاليري بنجويجوي
فاليري بنجويجوي (بالفرنسية: Valérie Benguigui)‏ هي مخرجة وممثلة فرنسية، ولدت في 6 نوفمبر 1965 بباريس في فرنسا، وتوفيت بنفس المكان في 2 سبتمبر 2013 بسبب سرطان الثدي. من الجوائز التي نالتها جائزة سيزار لأفضل ممثلة مساعدة.

## أعمال

### أفلام
- (2008) الصف[4][5][6]
- (2010) رأس تركي

## جوائز
- جائزة سيزار لأفضل ممثلة مساعدة

## وصلات خارجية
- فاليري بنجويجوي على موقع IMDb (الإنجليزية)
- فاليري بنجويجوي على موقع ألو سيني (الفرنسية)
- فاليري بنجويجوي على موقع تيرنر كلاسيك موفيز (الإنجليزية)
- فاليري بنجويجوي على موقع أول موفي (الإنجليزية)
- فاليري بنجويجوي على موقع قاعدة بيانات الأفلام السويدية (السويدية)
- فاليري بنجويجوي على موقع قاعدة بيانات الفيلم (الإنجليزية)
- فاليري بنجويجوي على موقع كينوبويسك (الروسية)